# Abaraeus cuneatus
Abaraeus cuneatus là một loài bọ cánh cứng trong họ Cerambycidae.